# Wessen (Uder)
Der Wessen ist ein 344,3 m ü. NHN hoher Berg im Eichsfeld in Nordwestthüringen, Deutschland.

## Geographische Lage
Der Wessen liegt nördlich der Leine unmittelbar zwischen den Orten Uder im Süden und Steinheuterode im Norden, die Kreisstadt Heilbad Heiligenstadt liegt ungefähr drei Kilometer in östlicher Richtung.

## Naturräumliche Einordnung
Der Berg zählt nach der naturräumlichen Gliederung im Blatt Kassel zum Eichsfelder Hügelland (Nr. 375.1) innerhalb des Unteren Eichsfeldes (Nr. 375) und ist Teil der Weser-Leine-Berglandes (Nr. 37). Der Wessen wird dabei als Zeugenberg aus Muschelkalk innerhalb der Buntsandsteinlandschaft des mittleren Eichsfeldes entlang einer Störungszone (zusammen mit dem nördlich anschließenden Steinberg: 366,0 m und Dietzenberg :371,2 m) als eigenständiger Naturraum abgegrenzt.
Entsprechend der innerthüringischen Gliederung (Die Naturräume Thüringens) wird er der Einheit Werrabergland-Hörselberge zugeordnet.

## Geologie
Als Zeugenberg entstand der Wessen durch Einsenkung entlang einer rheinisch verlaufenden Störungszone. Er besteht aus unteren Muschelkalk oder Wellenkalk ohne die Ausbildung einer Schichtstufe, wie sie bei der benachbarten Elisabethhöhe zu beobachten ist. An der Nordwestseite des Wessen schließt sich der obere Buntsandstein an, während an der Südostseite entlang der Störungszone der mittlere Buntsandstein auftritt. An der Südostflanke befinden sich durch Auslaugungsprozesse entstandene kleinere Mulden oder Senken.

## Besonderheiten
Die bewaldete Bergkuppe wird, obwohl nicht der höchste Berg in der Umgebung, als Hausberg von Uder bezeichnet, die flacheren Hänge des Berges werden landwirtschaftlich genutzt. Zahlreiche Wanderwege führen über und am Berg entlang. An seinem Südhang gibt es eine Blockhütte mit einer Aussicht auf das Udersche Leinetal und die angrenzenden Berge des westlichen Oberen Eichsfeldes. An seinem östlichen Fuß befindet sich das Galgenholz, ein mittelalterlicher Richtplatz der Ritter von Uder und weiter östlich vor der Einmündung der Beber in die Leine die Rengelröder Warte, ein ehemaliger Wartturm der Stadt Heiligenstadt.